# Вершник на золотому коні
«Вершник на золотому коні» (рос. «Всадник на золотом коне») — російський радянський музичний фільм-казка режисера  Василя Журавльова, знятий за мотивами старовинних башкирських переказів.

## Сюжет
Красуня Ай і богатир Алтиндуга, діти вождів двох дружніх народів Південного Уралу, полюбили один одного. Однак на шляху їхнього кохання встають правитель царства зла Котив-Бадшах і чаклунка Мясекай, які обманом сварять народи Ай і Алтиндуги, таким чином полегшивши для себе їх завоювання.

## У ролях
- Фідан Гафаров — богатир Алтиндуга
- Ірина Малишева —  Ай
- Ільшат Юмагулов —  Кусер-Мурза
- Хусаїн Кудашев —  Кусмес-Бій
- Ніна Агапова —  Мясекай
- Петро Глєбов —  Катіл-Бадтша
- Хамід Шамсутдинов —  Янгізак
- Олександр Куріцин —  Ташпаш
- Олег Ханов —  Ханьяр
- Тансулпан Бабічева —  Гульбіка
- Павло Винник —  головний візир
- Хамід Яруллін —  старець

## Знімальна група
- Режисер:  Василь Журавльов
- Сценарист:  Віктор Виткович
- Оператор:  Микола Большаков
- Художники:  Саїд Меняльщиков,  Раїс Нагаєв
- Композитори:  Рим Хасанов, Юрій Якушев